# Elliot Ridge
Elliot Ridge ist ein rund 100 m hoher Gebirgskamm auf der westantarktischen Seymour-Insel. Vom Kap Wiman erstreckt er sich in östlicher Richtung parallel zur Küstenlinie. 
Polnische Wissenschaftler benannten ihn 1999 nach dem britischen Geologen David Hawksley Elliot (* 1936), der von 1960 bis 1961 für den Falkland Islands Dependencies Survey in diesem Gebiet tätig war.